# Bachetsfeld
Bachetsfeld ist ein Ortsteil (Dorf) der Gemeinde Illschwang im Landkreis Amberg-Sulzbach in der Oberpfalz in Bayern.

## Lage
Bachetsfeld liegt in nordwestlichen Teil der Gemeinde Illschwang.
Die AS 1 durchquert das Dorf und endet nördlich an der B 14 und verläuft südlich Richtung Illschwang.
Südlich von Bachetsfeld liegt Rothsricht, dazwischen die Abschnittsbefestigung Kuhfels, nordwestlich liegen Fichtelbrunn und Bodenhof, östlich liegt Schwand und westlich liegen Büchelberg und Högen.

## Geschichte
Die Gemeinde Bachetsfeld wurde am 1. Juli 1976 aufgelöst. Die Ortsteile Bachetsfeld, Bodenhof und Schwand wurden in die Gemeinde Illschwang eingemeindet, die Ortsteile Büchelberg, Erkelsdorf, Ermhof, Fichtelbrunn, Haid, Oberlangenfeld und Pilgramshof kamen zur Gemeinde Neukirchen b. Sulzbach-Rosenberg.